# Mikhail Katsnelson
Mikhail Katsnelson (Magnitogorsk, 10 augustus 1957) is een natuurkundige. Hij is als hoogleraar theoretische fysica verbonden aan de Radboud Universiteit Nijmegen waar Katsnelson onderzoek verricht naar grafeen. In 2013 ontving hij de Spinozapremie.

## Carrière
Op twintigjarige leeftijd voltooide Katsnelson zijn opleiding natuurkunde cum laude aan de Federale Universiteit van de Oeral. Binnen drie jaar promoveerde hij aan het Instituut voor metaalfysica in de stad Jekaterinenburg. In 1986 werd hij "Doctor of Science" in de natuurkunde en ten tijde van zijn benoeming was hij de jongste "Doctor of Science" in de voormalige Sovjet-Unie. In 1992 werd Katsnelson benoemd tot hoogleraar aan de Federale Universiteit van de Oeral. Van 2002 tot 2004 werkte hij als gastonderzoeker aan de Uppsala Universiteit en in 2004 werd hij benoemd tot hoogleraar theoretische natuurkunde aan de Radboud Universiteit Nijmegen.

## Onderzoek
Katsnelson wordt als een van de grondleggers naar het onderzoek op het gebied van grafeen gezien en zijn onderzoek is de grondlegger van bijna alle voorspellingen en ontdekkingen op het gebied van grafeen. Katsnelson zelf heeft ook meerdere correcte voorspellingen over grafeen gedaan. Enkele voorbeelden van deze voorspellingen zijn het gedrag van elektronen in grafeen, hoe de eigenschappen van grafeen veranderen wanneer het materiaal wordt opgerekt en hij voorspelde Klein-tunneling in grafeen. Katsnelson publiceerde zijn eerste wetenschappelijke artikel op zeventienjarige leeftijd. Ook wist hij in minder dan 1 jaar tijd drie artikelen in het wetenschappelijke tijdschrift Science te publiceren.
Katsnelson is niet alleen toonaangevend op het gebied van grafeen maar ook op een aantal andere onderwerpen binnen de vastenstoffenfysica namelijk: magnetisme, roosterdynamiek, veellichamentheorie, elektronenstructuur en spectroscopie. Katsnelson is de meest geciteerde onderzoeker op het gebied van grafeen ter wereld. Zijn publicaties zijn meer dan twaalfduizend keer geciteerd.

## Erkenning
In zijn geboorteland ontving Katsnelson in 1988 de Lenin Komsomolprijs. Ook in Nederland wordt zijn werk erkend. Zo ontving hij in 2010 hij de Radboud Science Award voor zijn onderzoek naar grafeen en op 29 april 2011 werd Katsnelson benoemd tot Ridder in de Orde van de Nederlandse Leeuw. Daarnaast ontving hij de Spinozapremie in 2013 en een jaar later werd hij lid van de Koninklijke Nederlandse Akademie van Wetenschappen.
Ook internationaal gezien wordt het werk van Katsnelson erkend. Zo ontving hij in 2011 een eredoctoraat van de Universiteit van Uppsala in Zweden voor zijn "zeer brede onderzoeksprofiel in de vastestoffysica". En in 2013 ontving hij de ERC Advanced Grant. Datzelfde jaar werd Katsnelson benoemd tot lid van de Academia Europaea.